# Andrée Crabbé Rocha
Andrée Jeanne Françoise Crabbé Rocha (Nantes, 1917 – Coimbra, 16 de março de 2003) foi uma ensaísta e professora universitária portuguesa. Licenciou-se na Faculdade de Filosofia e de Letras de Bruxelas e doutorou-se em Filologia Românica na Universidade de Lisboa, em 1944, com uma tese intitulada O teatro de Garrett. Interessou-se particularmente pela literatura portuguesa do século XVI, com destaque para Garcia de Resende e o seu Cancioneiro Geral, e pelo teatro de Almeida Garrett. Por razões políticas, foi expulsa do ensino universitário, em 1947, quando era assistente de Vitorino Nemésio, tendo sido readmitida somente em 1970. Em 1974, transferiu-se para a Faculdade de Letras da Universidade de Coimbra. Reformou-se em 1987.
Efetuou traduções para francês de textos do seu marido, Miguel Torga.
Recebeu a ordem nacional de mérito da França e era possuidora do grau de comendadora da Ordem do Infante D. Henrique (7 de fevereiro de 1987).

## Obras
- Aspectos do cancioneiro geral, Coimbra: Coimbra Editora, 1949.
- A epistolografia em Portugal, Coimbra: Almedina, 1965, 2.ª edição Lisboa: INCM, 1985.
- As aventuras de Anfitrião e outros estudos de teatro, Coimbra: Almedina, 1969.
- Garcia de Resende e o cancioneiro geral, Lisboa: ICALP, 1979.